# Сарр, Муамаду-Наби
Муамаду́-Наби́ Сарр (фр. Mouhamadou-Naby Sarr; 13 августа 1993, Марсель, Франция) — французский футболист сенегальского происхождения, защитник клуба «Аль-Мархия». Выступал за молодёжную сборную Франции.

## Карьера
Воспитанник академий «Сошо» и лионского «Олимпика». В основной команде клуба Сарр дебютировал 6 декабря 2012 года, в матче группового этапа ЛЕ против израильского клуба «Хапоэль Ирони». Дебют оказался удачным: в начале матча Наби отличился голом, а матч закончился со счетом 2-0 в пользу «Лиона».
27 июля 2014 года перешёл в «Спортинг (Лиссабон)». Трансфер обошёлся «львам» в 1 млн евро, к которым впоследствии может добавиться ещё 1 млн евро и процент от последующей перепродажи прав на футболиста. Сумма отступных составит 45 млн евро.
Летом 2016 года подписал годичный контракт с парижским «Ред Стар». В матче против «Ним Олимпик» забил первые два гола в составе новой команды.

## Достижения
- Чемпион мира среди молодёжи (1): 2013